# 13804 Hrazany
13804 Hrazany eller 1998 XK är en asteroid i huvudbältet som upptäcktes den 9 december 1998 av de båda tjeckiska astronomerna Miloš Tichý och Zdeněk Moravec vid Kleť-observatoriet. Den är uppkallad efter den tjeckiska byn Hrazany.
Asteroiden har en diameter på ungefär 13 kilometer den tillhör asteroidgruppen Nocturna.